# BrexitCentral
BrexitCentral est le nom d'un think tank (et de son site internet associé). Cette entité créée au moment de la campagne référendaire s'est présentée comme destinée à diffuser de l'information sur les idées pour ou contre le Brexit. 
Le site web BrexitCentral semble avoir été l'un des rares sites entièrement dédiés à une mise à jour quotidienne d'informations sur le Brexit, issues de divers articles, provenant d'autres médias en ligne, et le seul à classer les articles par sujets plutôt que par médias (comme le faisait Independence Daily (2019) dans sa mise à jour quotidienne sur le Brexit).  
BrexitCentral a publié à la fois des articles europhobes et europhiles, mais avec un plus grand nombre d'articles europhobes. Il a largement privilégié The Telegraph comme média (ce journal est classé à droite, et connu pour son soutien au parti conservateur, et le responsable et fondateur de BrexitCentral y avait travaillé). BrexitCentral n'a jamais caché un biais clairement pro-Brexit (voire favorable à une version dure du Brexit), déclarant par exemple « Nous pensons que le vote visant à rejeter les coûts et la bureaucratie de l'UE et à reprendre le contrôle de nos lois et de notre argent était une mesure positive, et nous restons sans vergogne de cet avis ».
Derrière cette façade de veille informationnelle, BrexitCentral a aussi joué un rôle plus discret, mais stratégique, de coordination de divers groupes pro-Brexit entre 2016 et 2020.

## Histoire

### Création
BrexitCentral a été fondé par le lobbyiste et stratège politique Matthew Elliott qui a, de manière générale, joué un rôle très actif pour co-fonder et coordonner divers groupes pro-Brexit durant 4 ans de 2016 à 2020.
Le site internet de BrexitCentral a été officiellement lancé en septembre 2016, moins 12 semaines après le Référendum sur l'appartenance du Royaume-Uni à l'Union européenne (juin 2016) mais sa création était annoncée dès le mois d'aout.

### Implication stratégique dans les campagnes pro-Brexit
Il est ensuite apparu que BrexitCentral a été l'un des neuf groupes de pression du 55 Tufton Street qui ont secrètement collaboré pour l'avènement et la mise en œuvre du Brexit. Ces groupe ont bénéficié d'importants financements américains (de la famille Mercer, qui dans le même temps soutenait aussi l'accès au pouvoir de Donald Trump). 

Au sein de ce groupe, la mission officielle de BrexitCentral était « la promotion d'une vision positive de la Grande-Bretagne après le Brexit ».
BrexitCentral ne s'est jamais déclaré comme groupe de campagne ou directement lié à la campagne référendaire, note Buzzfeed News. Mais un constat fait rétrospectivement est que "cinq des sept membres du personnel du site de BrexitCentral ont explicitement travaillé sur la campagne Vote Leave (le porte-parole officiel du camp du Brexit, aux yeux de la Commission électorale chargée de l'organisation du référendum. 

Son siège social se trouvait en outre dans le même bâtiment que celui de la campagne de Vote Leave. Enfin, en tant que think-tank, Brexit Central a fait partie des « 9 entités » qui ont secrètement collaboré (se concertant environ 2 fois par semaine, un mardi sur deux) pour présenter le Brexit comme souhaitable pour tous les Anglais ; les 8 autres « entités » étaient : 
- The Adam Smith Institute ;
- The Centre for Policy Studies ;
- Civitas ;
- The Global Warming Policy Foundation ;
- The Institute for Economic Affairs ;
- Leave Means Leave ;
- The Office of Peter Whittle (The New Culture Forum);
- The TaxPayers' Alliance.

### Rôle particulier de Matthew Elliott
Tous les organismes ci-dessus ont été créés et/ou développés avec ou par le lobbyiste Matthew Elliott. 
Ce dernier a aussi été 
- fondateur de Big Brother Watch ;
- fondateur, avec Dominic Cummings, de Vote Leave (le représentant officiel du camp Pro-Brexit)[6],[3] ;
- partenaire de « Awareness Analytics Partners » (A2P, une société dont les méthodes et moyens évoquent ceux de Cambridge Analytica, qui a travaillé pour D. Trump, mais financée par les familles (ultra conservatrice et créationniste) des DeVos et des frères Koch, qui sont à l'origine de la Heritage Foundation et du Cato Institute[7] ;
- membre fondateur de Business for Britain (organisation prototype de Vote Leave)[8] ; 
Quand il travaillait à Vote Leave, Elliott a pris soin de créer ou faire enregistrer une nébuleuse d'organisations apparemment sans liens ou cohérence, mais qui ont toutes ont ensuite décliné les tactiques d’astroturfing de Vote Leave[3].
- membre (à partir de début 2017) du Legatum Institute. Cet organisme particulièrement discret fondé par Christopher Chandler, un homme d'affaires Néo-Zélandais basé à Dubaï qui, sous l'influence d'Elliott et de Singham semble-t-il, s'était récemment rapproché de Michael Gove, de Boris Johnson et de son gouvernement[9]. Le journaliste Peter Geoghegan l'a décrit comme « le think tank favori des Brexiteers »[10]. Mais Chandler s'est brutalement séparé d'Elliott, de même que son collègue « poputchik » Shanker Singham (qui était leur directeur de la politique économique) quand le parlementaire Liam Byrne a suggéré que certains fonds du Legatum venaient de Russie[3] (en mai 2018, le député conservateur Bob Seely, soutenu par Ben Bradshaw, Liam Byrne et Chris Bryant, a affirmé à la Chambre des communes que les services de renseignement français soupçonnaient Chandler de travailler pour le renseignement russe depuis 2002). L'Institut des affaires économiques a aussitôt embauché Singham qui a continué son travail de promotion du Brexit[11].

Alors que la loi électorale britannique impose une "lutte" équilibrée entre deux partis lors du référendum, Elliott et ses pairs avaient déjà fait enregistrés plus de vingt groupes, tous sémantiquement désignés par une expression de type «pour la Grande-Bretagne» (dont « Musulmans pour la Grande-Bretagne », « Vétérans pour la Grande-Bretagne », « Conservateurs pour la Grande-Bretagne » ou encore « Femmes pour la Grande-Bretagne », fauchant l'herbe sous le pied de l'adversaire qui ne pouvait intuitivement plus apparaitre que comme "contre" le pays ou ses intérêts particuliers. Ainsi les partisans du Leave (du Brexit) occupaient presque tout le terrain sociopolitique et disposaient de budgets dépassant largement le plafond imposé par la commission électorale britannique pour Vote Leave, le seul parti théoriquement habilité à représenter le camp du Brexit.

### Coordination/collusion
Durant la campagne référendaire, tous les 15 jours environ, les « 9 entités » du 55 Tufton Street (Tufton Street parfois dénommée Rue des lobbies ou Rue de la dark money) étaient réunies, coordonnées ou présidées par Jonathan Isaby (ancien journaliste de la BBC et du Telegraph, ancien « directeur politique » puis directeur général de la TaxPayers' Alliance, et ayant pris la tête du site de BrexitCentral).
Des analyses postérieures du Brexit, de ses « coups médiatiques » ou encore de l'implication d'entreprises comme le Groupe SCL, Cambridge Analytica et AggregateIQ ont suggéré l'hypothèse que le « Camp du Brexit » a organisé son infrastructure en dizaines d'entités séparées pour bénéficier de plus de moyens humains et financiers que ne l'autorisait la commission électorale pour le seul parti officiel Vote Leave, tout en basant une grande partie de sa campagne sur le microciblage des électeurs potentiels, en fonction de leurs profilage psychologique numérique. 

Selon cette hypothèse, l'électorat d'extrême droite a été pris en charge par les « mauvais garçons du Brexit » s'organisant autour de Nigel Farage (via l'UKIP et le parti Leave.EU en bénéficiant des fonds et de moyens d'intelligence artificielle apportés par le riche donateur Arron Banks) visant les électeurs les plus sensibles à la rhétorique dite populiste de droite, construite autour de thèmes tels que contrôle des frontières, la souveraineté et le nationalisme face à la peur de l'immigration et de bureaucrates et hommes politiques supposés tous corrompus ou impuissants), pendant que Vote Leave présentait une façade plus politiquement acceptable et bourgeoise du Brexit. 

Ce faisant, ces deux grands groupes détournaient l'attention de l'électorat et des médias de ce qui aurait été le véritable objectif du Brexit : l'intérêt de l'industrie traditionnelle (charbonnière, pétrogazière, minière, chimique, agropharmaceutique, automobile, financière...) qui pour se développer a besoin d'un contexte libéral de déréglementation, privatisation, imposition nulle ou très faible, voire un Royaume-Uni devenant (à l'image de certaines de ses îles et anciennes colonies, et à l'image de la City, un nouveau paradis fiscal, échappant aux régulations et réglementations européennes, sociales, sanitaires, climatiques et environnementales notamment, ou encore échappant à la législation sur la protection des données personnelles, pour lesquelles l'Europe avait déjà avec le RGPD le système considéré comme le plus protecteur au monde.
Selon Brexit Shamble (début septembre 2018) « les preuves étaient là, visibles aux yeux par tous, bien avant le référendum. La commission électorale était au courant du projet de Steve Baker (au moins dès mars 2016) de créer des organisations pour contourner les restrictions de dépenses ; la Commission savait aussi qu'en novembre 2015, Vote Leave avait créé une fausse entreprise afin que deux étudiants puissent chahuter David Cameron lors de la conférence CBI » (dont en agitant une grande banderole "CBI=Voice of Bruxelles") ; Ces méthodes «sales» ont été dénoncées par l'ancien ministre Eric Pickles qui a demandé, sans succès que Vote Leave perde son statut de représentant du camp du Leave (Dominic Cummings lui a répondu « Vous pensez que ceci est méchant ? Vous n’avez encore rien vu »).
Des enquêtes journalistiques, parlementaires et policières ont montré que le parti des Pro-Brexit a reçu d'importants soutiens étrangers ; l'association d'Elliott se rebaptisera «Forum de Westminster sur la Russie») ; selon Elliott pourrait avoir été l'une des cibles de l'espion avant même 2012. Ceci fait planer le doute d'ingérences étrangères sur le vote du Brexit.

## Membres, personnels, gouvernance
Le premier rédacteur en chef du site BrexitCentral a été Jonathan Isaby (ex-co-rédacteur en chef du ConservativeHome (site conservateur créé en 2005 par Tim Montgomerie), mais Isaby était aussi alors directeur politique (depuis 5 ans, depuis janvier 2014) du Think-tank ultraconservateur et libertarien TaxPayers' Alliance, lui-même créé par Matthew Elliott et Andrew Allum en 2004, et également soutien fervent du Brexit.

Isaby a écrit pour le ConservativeHome en 2016 que « la création de BrexitCentral par le toujours entreprenant Matthew Elliott, directeur de la campagne officielle pro-Brexit Vote Leave et qui revient maintenant à la tête de Business for Britain, consiste à donner une voix à ces plus de 17,4 millions de personnes ». Il considère que BrexitCentral  doit « plaider en faveur de la version claire et ouverte du Brexit qui a été décrite et approuvée lors du référendum » comme le demande le leader Boris Johnson de Spectator le 20 aout 2016.
Ce site Web a aussi embauché comme rédacteur en chef adjoint l'ancien employé de Vote Leave  et créateur du parti de campagne BeLeave, le jeune Darren Grimes. Ce dernier semble avoir été de ceux qui ont fait basculer l'opinion publique britannique en faveur du Brexit lors du Référendum sur l'appartenance du Royaume-Uni à l'Union européenne du 23 juin 2016, en faisant en sorte qu'une société canadienne (AggregateIQ soit financée pour utiliser les données de son entreprise-sœur Cambridge Analytica, sous l'égide du Groupe SCL), afin d'utiliser une intelligence artificielle (plate forme Ripon) pour influencer les futur électeur durant les dernières semaines de la campagne référendaire concernant le Brexit.
Les auteurs du site Web comprenaient aussi Claire Ainsley, ancienne directrice de la Fondation Joseph Rowntree, et actuelle chef de la politique du Parti travailliste sous Sir Keir Starmer.

## Lien avec le groupe du 55 Tufton Street de Westminster
Ce lien n'est apparu que tardivement, grâce aux premiers lanceurs d'alerte  confirmé par des enquêtes journalistiques, parlementaire et de police. Parmi les premiers témoins : Shahmir Sanni, ancien membre de Vote Leave a décrit le site BrexitCentral comme « faisant partie d'un réseau plus large de centres de réflexion de la droite libertarienne - incluant notamment l'Institut des affaires économiques, le TaxPayers' Alliance, l'Institut Adam Smith et d'autres - qui ont les oreilles des ministres et des députés » précisait-il. Puis les témoignages du Canadien Christopher Wylie (de Cambridge Analytica) et de Brittany Kaiser ou encore de David Caroll ont ensuite révélé les ingérence politico-financières américaines pilotées par Steve Bannon, Rebekah et Robert Mercer et ont révélé qu'au moins 4 partis britanniques pro-Brexit ont agi de concert (ce qu'interdit la loi électorale britannique si ces agissements concertés ne sont pas déclarés et/ou s'ils dépassent un certain plafond de dépense totale),. AggregateIQ a ainsi reçu environ 3,5 millions de livres sterling de quatre groupes de campagne pro-Brexit (Vote Leave, BeLeave, Veterans for Britain et le Parti unioniste démocrate ou DUP pour Democratic Unionist Party d'Irlande du Nord) pour influencer les réseaux sociaux en faveur du Brexit par des techniques d'astroturfing.
Ces groupes avaient tous leur siège social au 55-57 Tufton Street à Londres (et plus précisément à Westminster). Selon OpenDemocracy, dans ces locaux, des réunions régulières de think tanks étaient présidées conjointement par le personnel de Brexit Central et par des militants politiques de droite de la TaxPayers 'Alliance (TPA)" . 
Le Guardian a inclus BrexitCentral dans un groupe de «think-tanks favorables à un marché ultralibéral ayant obtenu un accès exceptionnel au cœur du gouvernement de Boris Johnson». Cet accès a persisté après le Brexit : en 2017, il a été signalé que le site Web avait obtenu des laissez-passer de lobby, permettant à ses employés d'accéder aux séances d'information parlementaires. « Il est assez troublant de voir que l'organisation qui est essentiellement la continuité de Vote Leave se voir accorder un accès sans entrave au parlement », a déclaré Stephen Kinnock du Labour à Buzzfeed.

## Biais, manipulations et Fake news
Selon Lauren Stevens, auteur d'une thèse sur cette période, et ayant entretenu une correspondance régulière avec Brexit Central durant sa thèse, le site internet de BrexitCentral « rassemblait aussi de manière sélective certains extraits d’articles et en omettant parfois des mots, vraisemblablement pour des raisons pratiques, bien que cela puisse également être perçu comme une tentative de promouvoir les croyances de ses rédacteurs en chef », et il fournissait « des liens vers les articles complets, bien qu'ils aient parfois conduit au mauvais article du même média en ligne que celui mentionné (The Telegraph) ».
Tout en accusant les "remainers" de mentir sur de nombreux sujets, en particulier sur le fait qu'il y aurait des risques pour le Royaume-Uni à quitter l'Union européenne ou à propos des chiffres de l'immigration, BrexitCentral sera lui-même accusé de propager des rumeurs et fausses informations. 
En 2019, la BBC a rapporté qu'une affirmation faite BrexitCentral selon laquelle tous les pays de l'UE seraient contraints d'adopter l'euro après 2020 était fausse

## Fermeture
Le site Web a été fermé en janvier 2020, alors que le Royaume-Uni finalisait son accord de retrait de l'Union européenne,
L'argent résiduel du site Web a été utilisé pour attribuer deux subventions de 10 000 £ à de jeunes décideurs, « pour un projet qui apporterait une contribution significative à la bataille des idées », selon Matthew Elliot.
L'un des prix a été décerné à Chris Barnard et à la direction de la British Conservation Alliance, le second au Dr Richard Johnson, maître de conférences en politique américaine à l'Université Queen Mary de Londres.